# Марія Фелікс
Марія де лос Áнхелес Фелікс Гуеренья (ісп. María de los Ángeles Félix Güereña, 8 квітня, за іншими відомостями — 4 травня, 1914, Áламос — 8 квітня 2002, Мехіко) — мексиканська акторка, модель, натурниця, колекціонерка. Найбільша акторка золотої доби мексиканського кіно — 1940-1960-х років.

## Біографія
Батько — з індіанців племені які, мати — іспанського (баскського) походження, виховувалася в монастирі в Каліфорнії (США).
Була одружена чотири рази. Серед її чоловіків — мексиканський композитор Аґустін Лара, написав для неї кілька пісень, включаючи знамениту Марія Боніта, мексиканський актор і співак Хорхе Негрете, французький банкір Алекс Берже.
Син (від першого шлюбу) Енріке Альварес Фелікс (1934—1996) був актором, знімався в телесеріалах.

## Кінозірка
Дебютувала в кіно в 1943 році. Зіграла у 47 фільмах.
Зіграла роль Мессаліни в однойменному фільмі режисера Карміні Галоні (1951), знаменитої танцюристки і куртизанки Кароліни Отеро у фільмі Прекрасна Отеро (1954), грала у фільмах Французький канкан (1954) Жана Ренуара, Герої втомилися (1955) Іва Чампі з Івом Монтаном, Атмосфера в Ель Пао розжарюється (1959) Бунюеля, Сонати (1959) Хуана Антоніо Бардема, Попільна середа (1958) і Травнева квітка (1959) Роберто Гавальдона, Любов і секс (1964) Луїса Алькоріси та ін.

## Особисте життя
Марія Фелікс була заміжня чотири рази. Окрім того у Європі вона мала лесбійський роман з Сюзан Боле, більш відомою як Фреде, яка на той час керувала кабаре «Le Carroll's» на вулиці Понтьє у Парижі, та є також відомою своїми стосунками з акторками Марлен Дітріх, Зіною Рачевською, Ланою Марконі.

## Марія Фелікс і мистецтво
Акторка дружила з Октавіо Пасом, Карлосом Фуентесом, Еленою Понятовською та іншими мексиканськими письменниками. Її виконання головної ролі в екранізації його роману «Донья Барбара» (1943) високо оцінив венесуельський письменник Ромуло Гальєгос.
Марію Фелікс писали Хосе Клементе Ороско, Дієго Рівера, Леонора Каррінгтон, Леонор Фіні та інші митці.
- Виступала моделлю Баленсіаги і Крістіана Діора.
- Колекціонувала коштовності періоду Другої імперії.